# Roche-Saint-Secret-Béconne
 Roche-Saint-Secret-Béconne  là một xã thuộc tỉnh Drôme trong vùng Auvergne-Rhône-Alpes ở đông nam nước Pháp. Xã Roche-Saint-Secret-Béconne nằm ở khu vực có độ cao trung bình 365 mét trên mực nước biển.